# ديفيد بيرل (رجل أعمال)
ديفيد بيرل (بالإنجليزية: David Pearl)‏ هو شخصية أعمال بريطاني، ولد في 1945 في بيدفوردشير في المملكة المتحدة.